# Biederthal
Biederthal (en alsacià Bierthel) és un municipi francès, situat a la regió del Gran Est, al departament de l'Alt Rin. L'any 2006 tenia 348 habitants.

## Demografia
| 1962 | 1968 | 1975 | 1982 | 1990 | 1999 |
| ---- | ---- | ---- | ---- | ---- | ---- |
| 221  | 228  | 221  | 209  | 232  | 308  |

## Administració
| Període   | Identitat       | Partit |
| --------- | --------------- | ------ |
| 2001-2008 | Josiane Burckle |        |
| 2008-     | Dominique Geyer |        |